# DS-P1-Yu Nº 40
O DS-P1-Yu Nº 40 foi um satélite artificial soviético lançado ao espaço no dia 5 de março de 1971 através de um foguete Kosmos a partir de Kapustin Yar. O satélite foi perdido após o segundo estágio do foguete lançador sofrer uma falha aos 133 segundos de voo.

## Objetivo
O DS-P1-Yu Nº 40 foi o quadragésimo membro da série de satélites DS-P1-Yu. Sua missão era realizar testes de sistemas antissatélites e antimíssil soviéticos.